# Cratere Kuniyoshi
Kuniyoshi  è un cratere sulla superficie di Mercurio.